# Megapogon raripilus
Megapogon raripilus är en svampdjursart som beskrevs av Jenkin 1908. Megapogon raripilus ingår i släktet Megapogon och familjen Achramorphidae. Inga underarter finns listade i Catalogue of Life.